# Albert Sechehaye
Albert Sechehaye (Ginevra, 4 luglio 1870 – Ginevra, 2 luglio 1946) è stato un linguista svizzero.

## Biografia
Sechehaye studiò presso l'Università di Ginevra con Ferdinand de Saussure. Dal 1893 al 1902 studiò presso l'Università di Gottinga, dove scrisse una tesi in tedesco sul congiuntivo imperfetto francese. Successivamente insegnò a Ginevra, sostituendo come professore Charles Bally. Sua moglie fu la psicoterapeuta Marguerite Sechehaye.